# فیده
فدراسیون بین‌المللی شطرنج (به فرانسوی: Fédération Internationale des Échecs) با نام اختصاری فیده (FIDE) سازمانی بین‌المللی است که فدراسیون‌های ملی شطرنج را با یکدیگر مرتبط می‌کند و نهاد اداره‌کنندهٔ رقابت‌های شطرنج در سطح بین‌المللی به‌شمار می‌رود.
فیده در ۲۰ ژوئیه ۱۹۲۴ در پاریس تأسیس شد. رئیس آن از سال ۱۹۹۵ تا سال ۲۰۱۸ کیرسان ایلیومژینوف بود که ریاست‌جمهوری جمهوری کالمیکیا در فدراسیون روسیه را نیز بر عهده دارد، پس از وی تاکنون آرکادی دوورکوویچ رئیس فیده است و دفتر مرکزی آن در شهر لوزان در سوییس قرار دارد.